# Drygalski-Fjord
Der Drygalski-Fjord ist ein 11 km langer und 1,5 km breiter Fjord an der Südostküste Südgeorgiens. Seine Einfahrt liegt zwischen dem Biscoe Head im Norden und dem Nattriss Head im Süden.
Teilnehmer der Zweiten Deutschen Antarktisexpedition (1911–1912) unter der Leitung des deutschen Polarforschers Wilhelm Filchner kartierten ihn. Namensgeber ist Erich von Drygalski (1865–1949), Leiter der Ersten Deutschen Antarktisexpedition (1901–1903).